# 투조이아
투조이아(Tuzoia.투조이아의 학명은 캐나다 로키산맥의 '투조' 산에서 왔다.)는 캄브리아기 초중반 당시 바다였던 지금의 북아메리카, 오스트레일리아. 중국, 유럽, 시베리아에 나타난, 멸종한 대형 이매 절지류이다. 커다랗고 돔 형태의 각판의 길이는 180mm에 도달했고, 당대 알려진 가장 큰 캄브리아기 절지동물 가운데에서 손꼽혔다.

## 특징

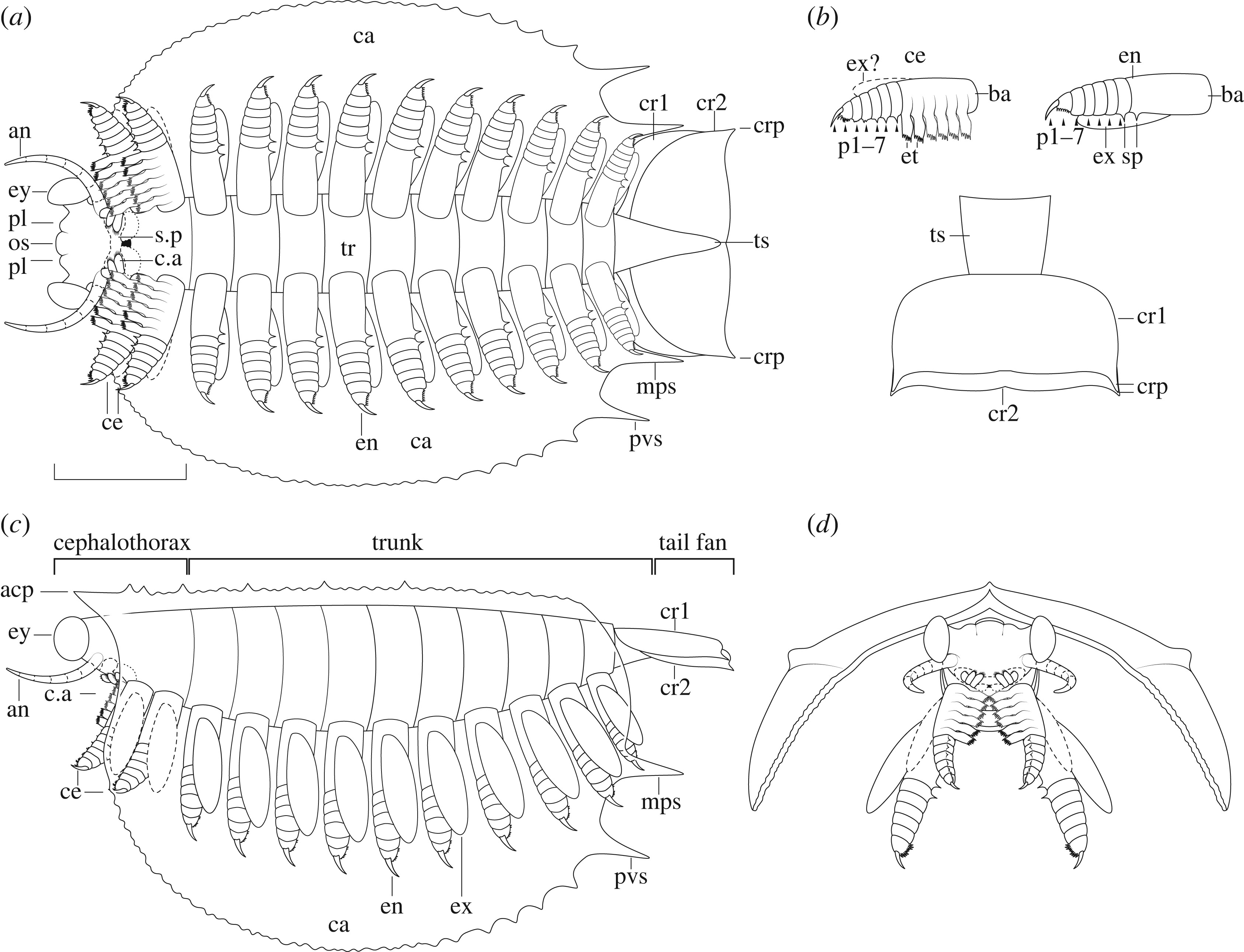
구조도

투조이아의 가장 커다란 각판은 18cm의 길이에 달하는 것으로 알려져 있다. 따라서 전체 몸길이는 대략 23cm 즈음 되는 것으로 추정하고 있다.  각판의 옆면을 따라 돌기 마루가 돋아나 있고, 각판의 모서리와 중앙부도 마찬가지로 많은 종에서 돌기가 돋아나 있는 것을 확인할 수 있다. 이 돌기들은 헤엄을 칠 때에 안정성을 더해주는 기능을 가지고 있는 것으로 여겨진다. 각판은 그물무늬로 얼룩져 있는데, 경량을 유지하면서 껍질의 구조적 무결성을 높이는 것으로 추측된다.
머리 위에는 전경판과 안판이 있으며, 이외에도 커다란 자루 눈 한 쌍, 세분화된 더듬이 한 쌍이 있다. 또한 머리에는 굽은 강모가 자라난 두부 부속지 여러 쌍이 나 있다.제1~2머리가슴다리 쌍은 내돌기 가시를 지닌 지절 7개로 이루어지며, 다리 끝에는 발톱이 있다. 기절은 크게 길쭉하며 끝 부분에 가시투성이의 내돌기 5~6개가 붙어있다. 겉다리(外枝)가 이 다리에 존재하는지는 불분명하다. 몸통부의 다리는 총 10쌍으로 추정된다. 몸통다리도 7개의 지절로 구성되어 있으며, 기절은 길고 가시돌기가 있고, 다리 끝에는 발톱이 있다. 제1다리마디에도 가시돌기가 있다. 몸통의 다리들은 노 모양의 겉다리를 가졌을 것으로 보인다. 몸통의 끝에는 커다랗고 넓은 꼬리지느러미가 있다.

## 생태

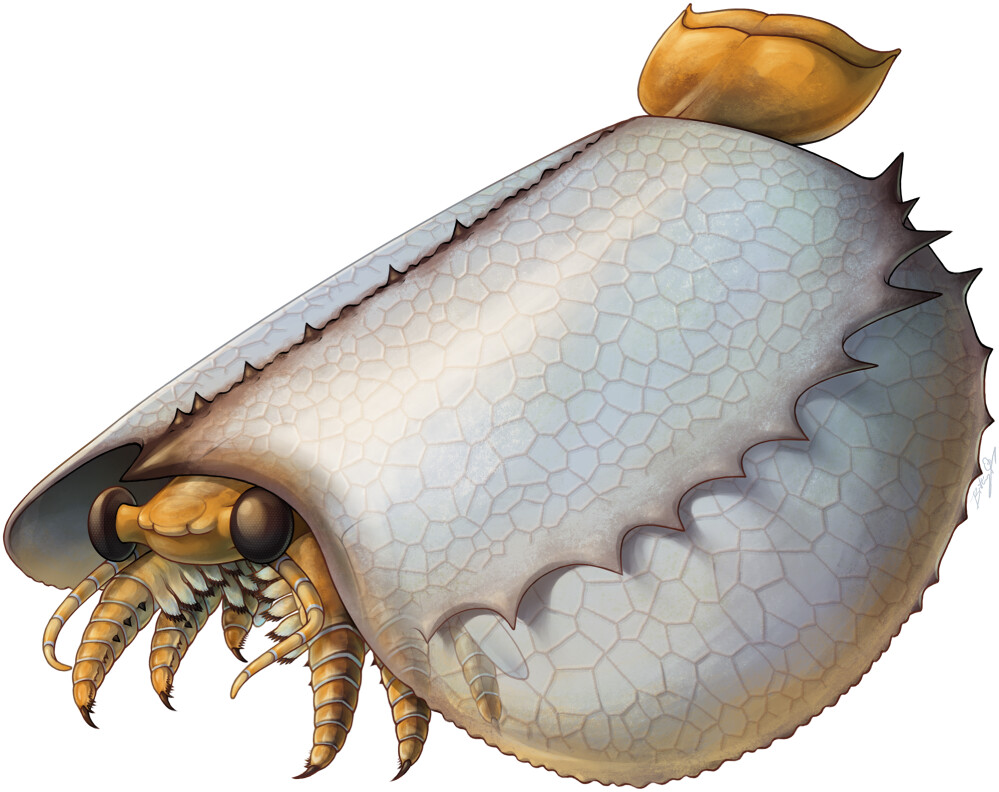
투조이아의 복원도

투조이아는 활발하게 헤엄을 치는 동물이었다. 투조이아는 학계에서 오래전부터 부유성 동물로 여겨져 왔는데, 이는 투조이아의 넓은 화석 분포 때문이다. 하지만 2022년에 발표된 논문에서는 이들이 그보다는 포식자나 청소동물 역할을 하는 저서동물에 가까운 부류라는 대체 가설을 제시하고 있다. 투조이아는 기질쪽에 다리가 닿아 해저를 걸을 수 있도록 갑각을 바깥쪽으로 구부리는 게 가능했던 것으로 보인다.

## 분류
투조이아는 2022년 새로운 속 두플렉스(학명: Duplex)가 중국에서 발견되기 전까지는 투조이아과의 유일한 생물속으로 여겼다. 두플렉스는 캄브리아기 중국에서 서식했으며 투조이아와는 달리 각판이 편평하다는 점에서 차이가 있었다. 이전 투조이아의 계통유전적 위치는 이속시스와 밀접한 연관이 있을지도 모를 각판의 연조직 흔적의 결여로 인해 매우 불분명하다. 그러나 2022년 논문에 기술된 연조직은 투조이아가 대악동물군의 구성 속이자 다계통인 히메노카리나목에서 가장 초기에 분화한 하위 분류군임을 시사하는데, 이속시스와의 유사성은 유지된 다형질 때문일 수 있다.

### 생물종
Vannier et al., 2007, 논문 이후와 후속 논문 기술에 기반:
- Tuzoia retifera Walcott, 1912 (모식종) 캐나다 버지스 셰일, 미국 유타주
- Tuzoia burgessensis Resser, 1929, 캐나다 버지스 셰일
- Tuzoia guntheri Robison & Richards, 1981 미국 유타주 마점 지층(Marjum Formation)
- Tuzoia bispinosa Yuan and Zhao, 1999 중국 구이저우성 카이리 지층(Kaili Formation)
- Tuzoia polleni Resser, 1929 캐나다 이저 지층(Eager Formation), 미국의 버몬트주 파커 혈암층(Parker Shale)과 네바다주 피오세 혈암층(Pioche Shale), 펜실베니아주 킨저스 지층(Kinzers Formation)
- Tuzoia australis Glaessner, 1979 호주 에무 베이 혈암층(Emu Bay Shale)
- Tuzoia manchuriensis Resser and Endo, 1937 중국 랴오닝성 탕시 지층(Tangshih Formation) (정보 빈약)
- Tuzoia sinensis P'an, 1957 중국 윈난성 우롱칭 지층(Wulongqing Formation) (정보 빈약)
- Tuzoia tylodesa Luo et Hu et al., 2006 중국 윈난성 우롱칭 지층(Wulongqing Formation)
- Tuzoia multispinosa Zhao, 2015 중국 윈난성 우롱칭 지층(Wulongqing Formation)[6][5]
- Tuzoia lazizhaiensis Wen et al., 2019 중국 후난성 바랑 지층(Balang Formation)[7]
- Tuzoia jianheensis Chen and Zhao, 2017 중국 구이저우성 칭수퉁 지층(Tsinghsutung Formation)[8]

체코의 부카바 지층(Buchava Formation)과 인체 지층(Jince Formation)에서도 불명확한 화석 기록이 남아 있다. 그 뿐만 아니라 시베리아의 신스크 라거슈테테에서도 화석 기록이 남아있다.

## 같이 보기
- 히메노카리나목
- 버지스 셰일